# Arquidiócesis de Monrovia
La arquidiócesis de Monrovia (en latín: Archidioecesis Monroviensis y en inglés: Roman Catholic Archdiocese of Monrovia) es una circunscripción eclesiástica de la Iglesia católica en Liberia. Se trata de una arquidiócesis latina, sede metropolitana de la provincia eclesiástica de Monrovia. Desde el 28 de febrero de 2024 su arzobispo es Gabriel Blamo Jubwe.

## Territorio y organización
La arquidiócesis tiene 15 971 km² y extiende su jurisdicción sobre los fieles católicos de rito latino residentes en los condados de: Gbarpolu, Grand Bassa, Grand Cape Mount, Margibi, Montserrado y River Cess.
La sede de la arquidiócesis se encuentra en la ciudad de Monrovia, en donde se halla la Catedral del Sagrado Corazón.
La arquidiócesis tiene como sufragáneas a las diócesis de Cabo Palmas y Gbarnga.
En 2021 en la arquidiócesis existían 31 parroquias.

## Historia
La prefectura apostólica de Liberia fue erigida el 18 de abril de 1903 mediante el decreto Saluti animarum de la Congregación de Propaganda Fide, derivando el territorio del vicariato apostólico de Sierra Leona (hoy arquidiócesis de Freetown).
La prefectura apostólica fue confiada a los misioneros de la Compañía de María Monfortana. Debido al fallecimiento de los primeros misioneros por enfermedad, esta congregación decidió abandonar la misión, que, en febrero de 1906, fue encomendada a la Sociedad de Misiones Africanas.
El 9 de abril de 1934 la prefectura apostólica fue elevada a vicariato apostólico mediante la bula Quae magis christiano del papa Pío XI.
El 2 de febrero de 1950 cedió una parte de su territorio para la erección de la prefectura apostólica de Cabo Palmas (hoy diócesis de Cabo Palmas) y al mismo tiempo cambió su nombre por el de vicariato apostólico de Monrovia, mediante la bula Ut fidei propagandae del papa Pío XII.
El 19 de diciembre de 1981 el vicariato apostólico fue elevado al rango de arquidiócesis metropolitana mediante la bula Patet Ecclesiae del papa Juan Pablo II.
El 17 de noviembre de 1986 cedió otra porción de su territorio para la erección de la diócesis de Gbarnga mediante la bula De Monroviensi del papa Juan Pablo II.

## Estadísticas
Según el Anuario Pontificio 2022 la arquidiócesis tenía a fines de 2021 un total de 147 259 fieles bautizados.
| Año                                                                             | Población            | Población | Población      | Sacerdotes | Sacerdotes    | Sacerdotes    | Bautizados por sacerdote | Diáconos permanentes | Religiosos | Religiosos | Parroquias |
| Año                                                                             | Bautizados católicos | Total     | % de católicos | Total      | Clero secular | Clero regular | Bautizados por sacerdote | Diáconos permanentes | Varones    | Mujeres    | Parroquias |
| ------------------------------------------------------------------------------- | -------------------- | --------- | -------------- | ---------- | ------------- | ------------- | ------------------------ | -------------------- | ---------- | ---------- | ---------- |
| 1950                                                                            | 9271                 | 2 000     | 0.5            | 26         | 26            |               | 356                      |                      |            | 9          | 7          |
| 1970                                                                            | 11 820               | 1 000     | 1.2            | 50         | 26            | 24            | 236                      |                      | 43         | 46         |            |
| 1980                                                                            | 27 000               | 1 272 119 | 2.1            | 34         | 4             | 30            | 794                      | 3                    | 54         | 64         | 24         |
| 1990                                                                            | 60 000               | 1 122 000 | 5.3            | 41         | 12            | 29            | 1463                     | 2                    | 35         | 64         | 19         |
| 1999                                                                            | 95 000               | 1 195 000 | 7.9            | 30         | 17            | 13            | 3166                     | 3                    | 23         | 23         | 25         |
| 2000                                                                            | 107 000              | 1 400 000 | 7.6            | 34         | 20            | 14            | 3147                     | 3                    | 27         | 31         | 25         |
| 2001                                                                            | 115 000              | 1 500 000 | 7.7            | 38         | 19            | 19            | 3026                     | 3                    | 32         | 31         | 25         |
| 2002                                                                            | 121 600              | 1 550 000 | 7.8            | 28         | 19            | 9             | 4342                     | 2                    | 22         | 27         | 25         |
| 2003                                                                            | 130 000              | 1 630 000 | 8.0            | 36         | 26            | 10            | 3611                     |                      | 19         | 27         | 25         |
| 2004                                                                            | 134 324              | 1 630 000 | 8.2            | 36         | 25            | 11            | 3731                     |                      | 21         | 27         | 29         |
| 2007                                                                            | 139 210              | 1 774 000 | 7.8            | 33         | 23            | 10            | 4218                     |                      | 22         | 28         | 31         |
| 2013                                                                            | 140 705              | 2 058 000 | 6.8            | 43         | 27            | 16            | 3272                     |                      | 22         | 36         | 30         |
| 2016                                                                            | 143 193              | 2 184 849 | 6.6            | 47         | 27            | 20            | 3046                     |                      | 29         | 30         | 30         |
| 2019                                                                            | 146 770              | 2 307 000 | 6.4            | 50         | 30            | 20            | 2935                     |                      | 29         | 27         | 32         |
| 2021                                                                            | 147 259              | 2 395 415 | 6.1            | 52         | 31            | 21            | 2831                     |                      | 28         | 30         | 31         |
| Fuente: Catholic-Hierarchy, que a su vez toma los datos del Anuario Pontificio. |                      |           |                |            |               |               |                          |                      |            |            |            |

## Episcopologio
- Stephen Kyne, S.M.A. † (10 de febrero de 1906[8]-1910 renunció)[9]
- Jean Ogé, S.M.A. † (3 de enero de 1911-16 de noviembre de 1931 falleció)
- John Collins, S.M.A. † (26 de febrero de 1932-20 de diciembre de 1960 renunció)
- Francis Carroll, S.M.A. † (20 de diciembre de 1960-28 de octubre de 1976 renunció)
- Michael Kpakala Francis † (28 de octubre de 1976-12 de febrero de 2011 retirado)
- Lewis Zeigler † (12 de febrero de 2011 por sucesión-7 de junio de 2021 retirado)
  - Sede vacante (2021-2024)[nota 1]
- Gabriel Blamo Jubwe, desde el 28 de febrero de 2024